# Casa Rolão

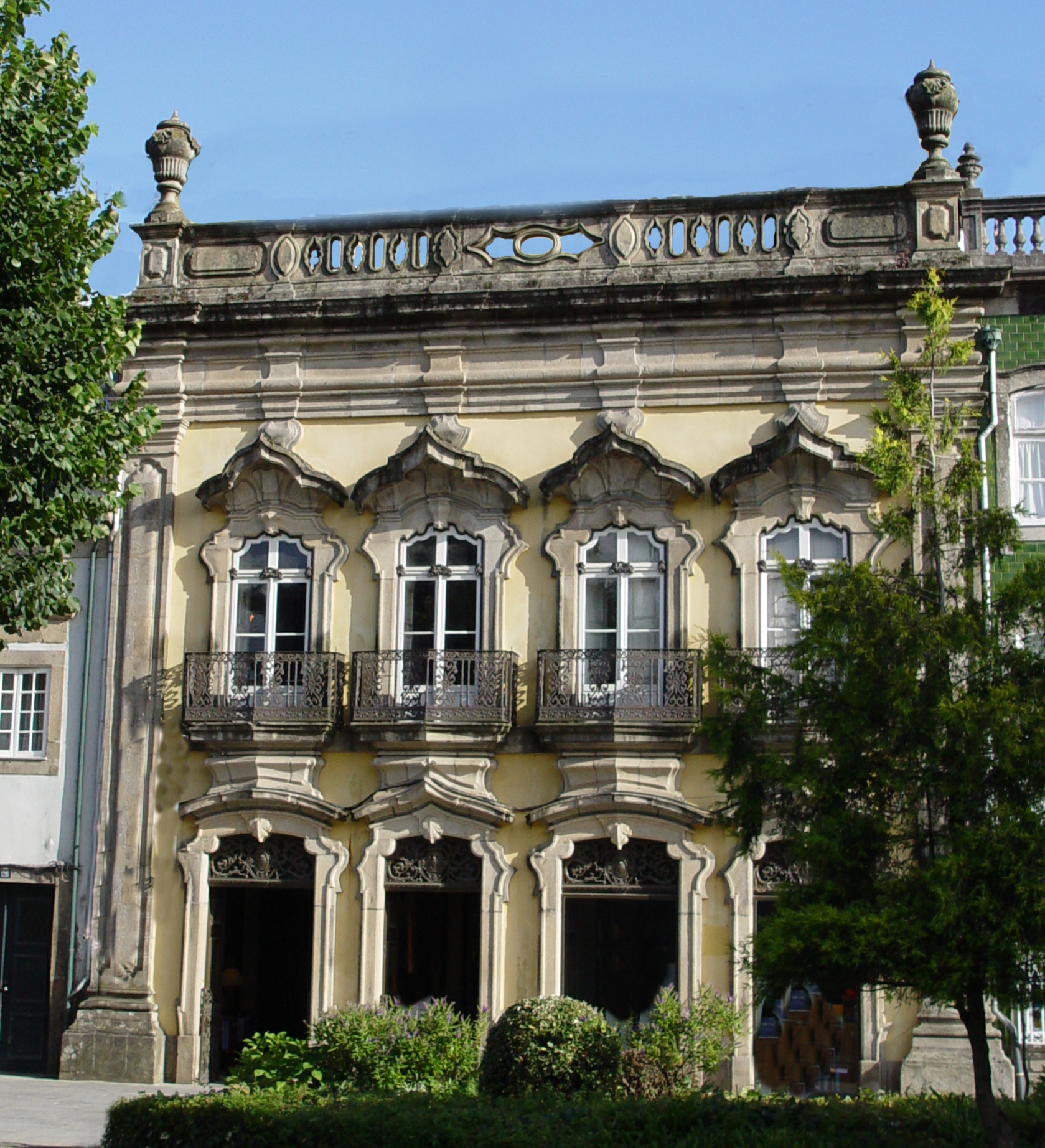
Casa Rolão in Braga

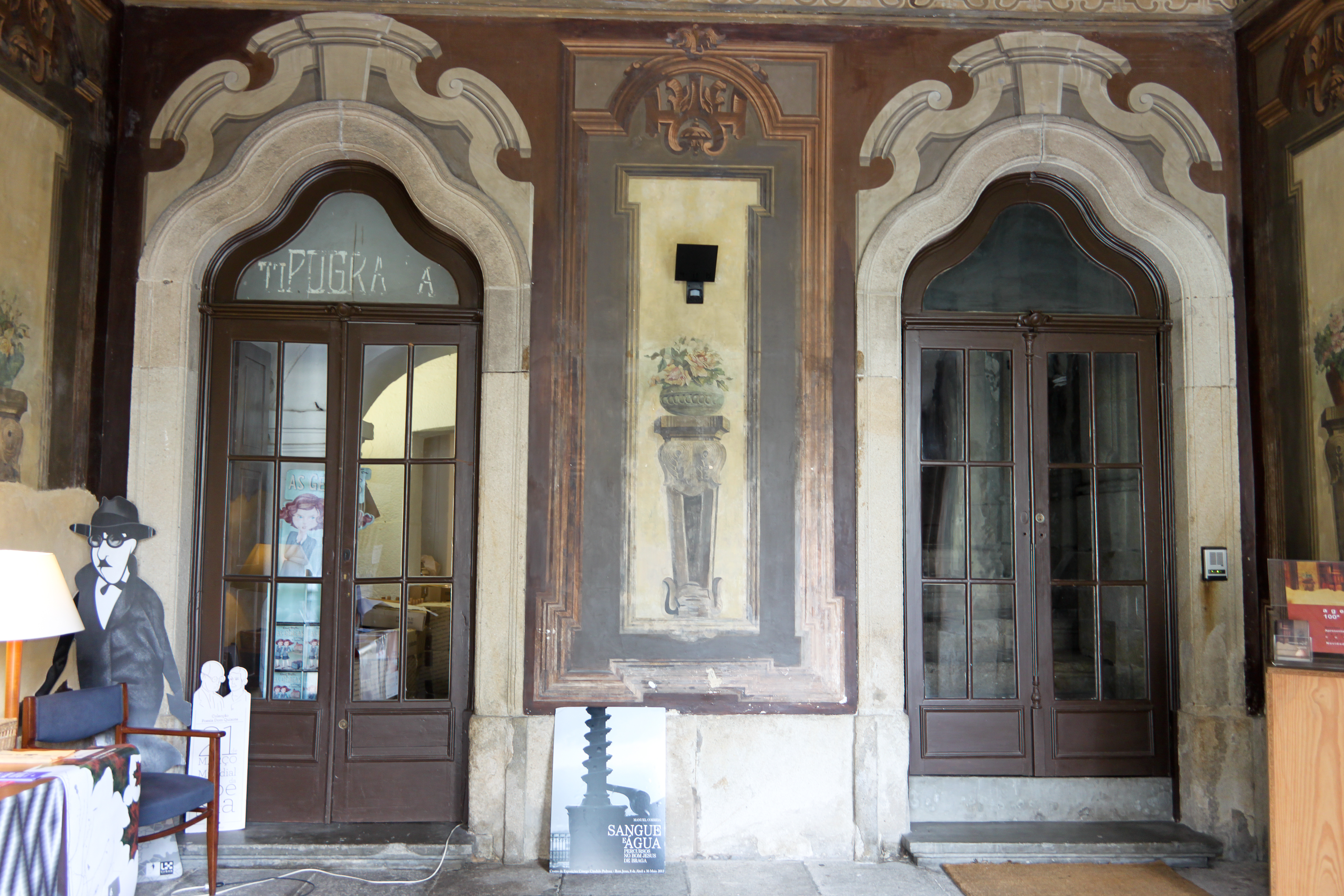
Innenansicht

Die Casa Rolão (Haus Rolão) in Braga, einer Stadt im Norden von Portugal und Hauptstadt des gleichnamigen Distriktes, wurde von 1758 bis 1761 errichtet. Das Wohn- und Geschäftshaus im Stil des Barocks in der Avenida dos Combatentes, das als Baudenkmal geschützt ist, wurde für die reiche Kaufmannsfamilie Rolão erbaut.
Heute befindet sich eine Buchhandlung in dem Gebäude, das noch alte Decken, Wandmalereien und Stuckdekor aufweist.